# Загретдинов, Роман Дмитриевич
Загретди́нов Рома́н Дми́триевич (род. 2 апреля 1996, Учалы, Россия) — российский профессиональный баскетболист, играющий на позиции центрового.

## Карьера
Роман Дмитриевич Загретдинов родился 2 апреля 1996 года в семье шахтёра в г. Учалыреспублики Башкортостан. Отец Романа работал на Учалинском ГОКе.
В семье Романа, кроме него, ещё двое детей: брат Николай и сестра Арина.
— Баскетболом увлёкся ещё в школе, — рассказывает Роман. — Тренировался у известных и талантливых тренеров Ашмариных. Не думал, конечно, что стану профессиональным спортсменом. После школы пошёл учиться в горный университет на маркшейдера, но мне предложили играть за казанский БК «УНИКС». Это был мой первый контракт.
После года в молодёжной лиге ВТБ Роман подписал контракт с командой Суперлиги-1 Купол-Родники (г. Ижевск).
Следующий сезон он начал в составе команды Купол-Родники, но в середине сезона перешёл в баскетбольный клуб Тамбов.
Сезон 2019/2020 Загретдинов выступал за Тамбов, который стал серебряным призёром чемпионата Суперлиги-2.

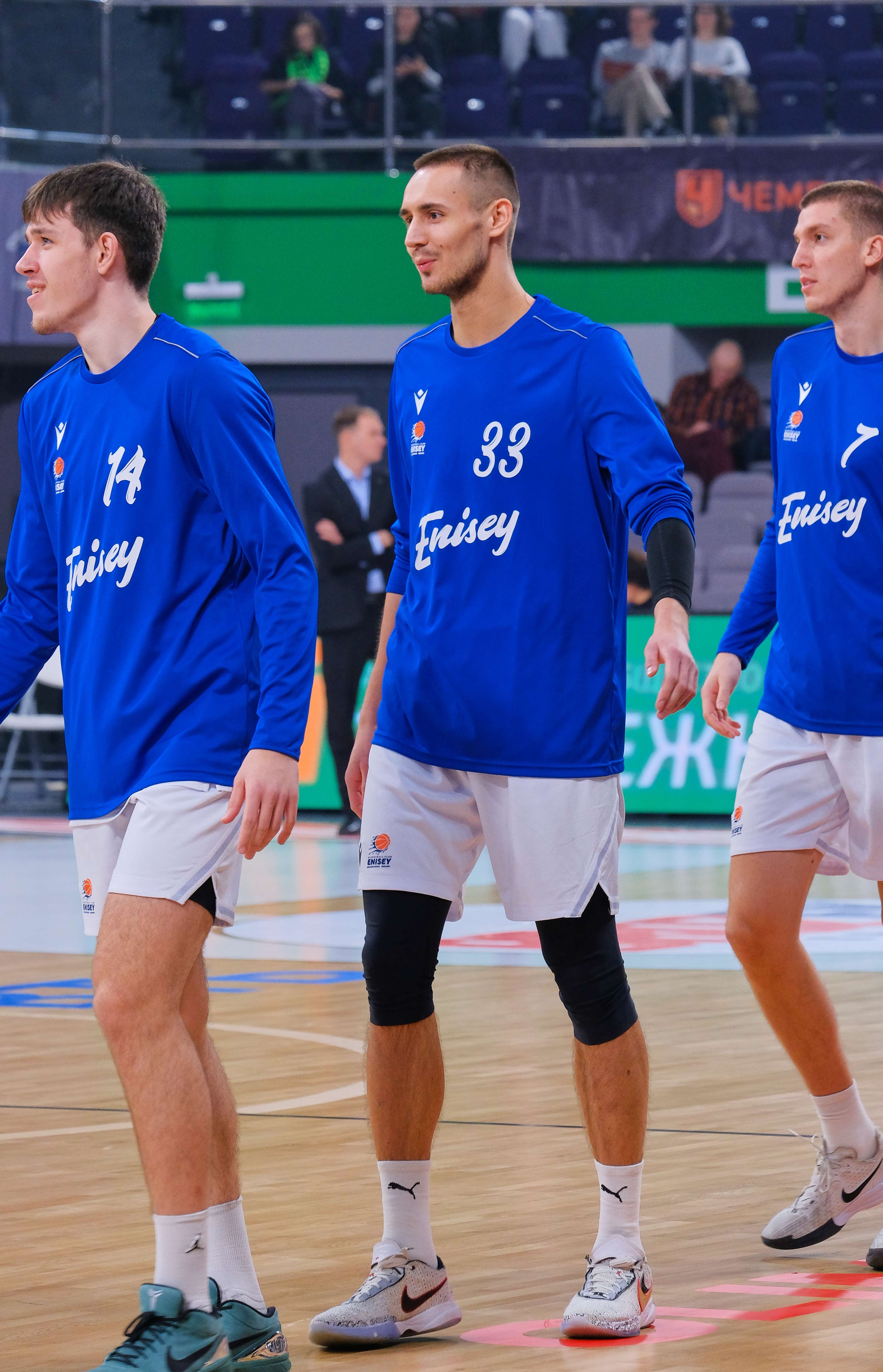
В составе «Енисея» (в центре, 2024)

В сезоне 2020/2021 Загретдинов стал бронзовым призёром Суперлиги-2 и был включён в символическую пятёрку турнира как «Лучший центровой».
В сезон 2021/2022 Загретдинов выступал за «Университет-Югру».
В июне 2022 года Загретдинов подписал контракт с «Енисеем».
В феврале 2023 года Загретдинов перешёл на правах аренды в «Уралмаш», в составе которого стал чемпионом Суперлиги.
В июне 2023 года Загретдинов вернулся в «Енисей».
Летом 2025 года перешел в «Динамо» из Грозного.

## Личная жизнь
У Романа два высших образования. Кроме института физической культуры и спорта он окончил Башкирский государственный аграрный университет, факультет пищевой промышленности.

## Достижения
- Чемпион Суперлиги: 2022/2023
- Бронзовый призёр Суперлиги-2 дивизион: 2020/2021